# Nametar
Nametar (nep. नामेटार) – gaun wikas samiti we wschodniej części Nepalu w strefie Sagarmatha w dystrykcie Udayapur. Według nepalskiego spisu powszechnego z 2001 roku liczył on 362 gospodarstw domowych i 2283 mieszkańców (1179 kobiet i 1104 mężczyzn).